# Ratmirawiczy (stacja kolejowa)
Ratmirawiczy (biał. Ратміравічы, ros. Ратмировичи) – stacja kolejowa w miejscowości Ratmirau, w rejonie oktiabrskim, w obwodzie homelskim, na Białorusi. Położona jest na linii Bobrujsk - Rabkor.
Nazwa pochodzi od oddalonej o 3,1 km wsi Ratmirawiczy. Początkowo nosiła nazwę Zubariewszczina od pobliskiego chutoru.